# Kung Ottokars spira

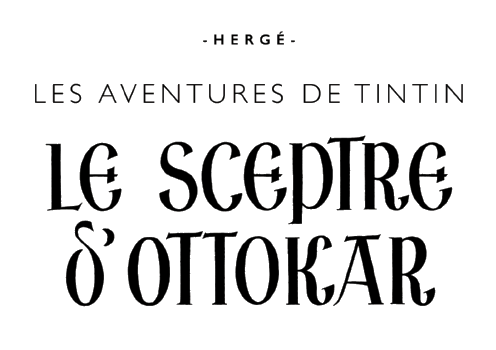

Kung Ottokars spira, fransk originaltitel: Le Sceptre d'Ottokar, från 1939 är det åttonde i en serie klassiska seriealbum, skrivna och illustrerade av belgaren Hergé, vars huvudperson är den unge reportern Tintin.
Först publicerad som svart-vit följetong i Le Petit Vingtième 4 augusti 1938–10 augusti 1939. Färglagd och delvis omtecknad, "balkaniserad", vid ett senare tillfälle. Det är det sista tintinäventyr som publicerades i sin helhet i barnbilagan Le Petit Vingtième eftersom utgivningen av Le XXème Siècle upphörde när Belgien ockuperades av Tyskland. Albumet översattes 1960 för första gången till svenska, som Bonniers första Tintin-album. Det återutgavs 1972 av Carlsen/if.

## Synopsis
Tintin hittar en portfölj som tillhör sigillografen Halambique och återlämnar den. Halambique berättar att han ska fara till Syldavien för sin forskning, och behöver en sekreterare. Tintin upptäcker att någon spionerar på Halambique, med samlingspunkt i en syldavisk restaurang. En person med utländsk brytning ringer upp Tintin för att stämma möte, men personen blir nedslagen och förlorar minnet. Tintin talar med Halambique i telefon, hör hur han verkar ropa på hjälp, springer hem till honom, men finner honom vid god hälsa. Tintin tar jobbet som Halambiques sekreterare och följer med på resan till Syldavien, men misstänker att Halambique är utbytt mot en dubbelgångare. 
Tintin läser i en broschyr om Syldavien, att utövandet av kungamakten i riket enligt tradition är beroende av innehavet av kung Ottokars gamla spira. Tintin faller ovanför Syldavien ur flygplanet, ett specialplan tillhörande syldaviska staten, genom en fallucka, men överlever genom att landa i ett hölass. Han försöker få hjälp av syldaviska gendarmer, som visar sig delta i en konspiration mot kungen, men smiter från dem med hjälp av en känd operasångerska. Han lyckas nå fram till kungen trots att dennes adjutant, överste Boris, också deltar i konspirationen. Under tiden befinner sig den förmodat falske Halambique i den kungliga skattkammaren, där spiran finns, och har tillkallat hovfotografen för att fotografera. Tintin och kungen åker till skattkammaren, för att finna att det slutna rummets gåta råder; rummet där spiran finns är låst utifrån, fotografen, Halambique och vakten är avsvimmade, och spiran är borta. Detta är allvarligt eftersom kungen absolut måste ha med sig spiran under den kommande paraden på Den Helige Vladimirs dag, annars måste han abdikera. De två detektiverna Dupont och Dupond tillkallas för att lösa gåtan, men åstadkommer huvudsakligen ett gott skratt för läsaren. 
Tintin kommer på att kameran fotografen använt är en kamouflerad katapult, som använts för att skjuta iväg spiran ut i skogen. Han tar sig dit för att leta efter den, men konspiratörerna hinner iväg med den först. Efter en lång jakt slår Tintin ned mannen som har spiran precis intill gränsen mot Bordurien. Han hittar dokument, undertecknade av Müsstler, med order om en kommande statskupp, med stöd av trupper från Bordurien. Han förirrar sig därpå in i Bordurien, når fram till ett militärt flygfält, stjäl ett jaktplan, och flyger mot Syldavien. Det syldaviska luftvärnet skjuter ned planet, då det kränker Syldaviens luftrum. Tintin klarar sig, fortsätter till fots, och kan tillsammans med Milou återlämna spiran och visa statskuppsdokumenten för kungen. Denne konstaterar att Müsstler är chef för partiet Stålgardet, och ger order om att arrestera honom och stoppa kuppen. Bordurien tvingas inställa den planerade annekteringen av Syldavien. Eftersom kungen fått tillbaka spiran kan han som vanligt paradera dagen därpå. Tintin får förklaring till alla händelser han råkat ut för: Halambique är mycket riktigt ersatt av sin tvillingbror, och den avsvimmade mannen var en syldavisk agent som skulle varna honom för spionerna. Tintin tilldelas en orden som tack för att han avstyrde kuppen, och återvänder sedan hem.

## Om albumet
Historien är en allegori över Anschluss, den 12 mars 1938 genomförda annekteringen av Österrike till det nazistiska Tyskland. Kuppmakaren Müsstlers namn är en kombination av Mussolini och Hitler, och namnet på hans parti Stålgardet torde syfta på Järngardet, det parti som hade makten i Rumänien då landet var allierat med Tyskland vid denna tid. Den hälsning han använder är Amaïh, senare använt av den borduriska regimen, dock översatt till Frihetlig hälsning i den svenska upplagan. Det borduriska jaktplanet är också en tysk Messerschmitt Bf 109. 
De båda länderna Syldavien och Bordurien återkom på olika sätt i Månen tur och retur (del 1), Månen tur och retur (del 2), Det hemliga vapnet och Tintin hos gerillan. Äventyret introducerar också Överste Jorgen och Bianca Castafiore.

## Albumspecifika rollfigurer

### Czarlitz
Czarlitz är syldavisk hovfotograf som är i maskopi med den rådande konspirationsrörelsen i landet. Czarlitz får i uppdrag av gardeschefen att fotografera riksregalierna där den omtalade kung Ottokars spira återfinns. Tillsammans med den sammansvurne Alfred Halambique lyckas de på ett listigt sätt forsla ut spiran ut tornet i Kropow-fästningen. Detta genom att via en fjädringsfunktion inuti kameran skjuta ut spiran på en sedan tidigare överenskommen plats. Dessa två missdådare låtsas efter brottets genomförande ha blivit avsvimmade av en magnesiumblixt. Senare beklagar sig Czarlitz kumpaner över att han har siktat dåligt. Czarlitz blir troligen arresterad efter att komplotten uppdagats.

### Alfred Halambique
Alfred Halambique, i äldre svenska översättningar Alfred Collrich, är enäggstvilling till Nestor Halambique och arbetar för en organisation vars syfte är att störta den Syldaviska monarkin. Den konspiratoriska ligan kallar sig för Syldaviska nationella unionen för frihet som förkortas SNUFF. Alfred Halambique utger sig för att vara sin tvillingbror för att få tillgång till de annars låsta utrymmena i den Syldaviska fästningen Kropow. I motsats till sin tvillingbror röker Alfred inte och har dessutom utmärkt syn - hans bror är tämligen närsynt. Han är en av de ansvariga för stölden av kung Ottokars ovärderliga spira. Han blir senare häktad för denna inblandning.

### Nestor Halambique
Nestor Halambique, i äldre svenska översättningar Nestor Collrich, är sigillograf till yrket med gedigen sigillsamling. Han är även professor och är storrökare och väldigt närsynt. Han kommer i kontakt med Tintin på grund av att Tintin hittar hans bortglömda portfölj. Tintin blir frestad att följa med Nestor på en resa till Syldavien i syfte att studera de kungliga syldaviska arkiven. Tintin blir därmed Nestors sekreterare på resan. Precis före den tänkta avfärden blir han bortrövad och fängslad i en källare samt bestulen på alla sina papper och dokument. Det är en syldavisk konspiratorisk liga (ZZRK) som ligger bakom bortförandet. Även hans tvillingbror Alfred Halambique är medbrottsling som senare utger sig för att vara Nestor.

### Müsstler
Müsstler är en syldavisk konspirationsledare och kuppmakare som är chef för såväl Stålgardet som SNUFF (Syldaviska nationella unionen för frihet). Müsstler leder den omfattande kuppen som vill störta Muskar XII från den syldaviska tronen. Nyckeln till planen är kung Ottokars spira i vilken kungamaktens auktoritet finns. Genom hemliga meddelanden styr han operationen bakom kulisserna och han har många uppsatta personer i sin krets. Han blir slutligen tillfångatagen för sina dåd.

### Sprbodj
Sprbodj är militär befälhavare i den syldaviska staden Zlip. Sprbodj fängslar Tintin på order ifrån polismannen Wizskizsek under förevändningen att Tintins papper ej är i sin ordning. Han meddelar senare Wizskizsek att Tintin är fängslad. Sprbodj lyssnar på radio när Bianca Castafiore spelas under hennes besök i Syldavien. Han funderar ut en listig plan som skall tjäna till att Tintin på egen hand försöker rymma under en transport mellan Zlip och Klow - något som skulle berättiga soldaterna att skjuta honom. Han meddelar sedan Tintin anonymt som ett led i komplotten som skall leda till att Tintin dödas.